# Lamarckisme
El lamarckisme fou la primera teoria d'evolució, també coneguda com a transformisme. Fou proposada pel naturalista Jean-Baptiste Lamarck. La seva hipòtesi era que quan uns éssers vius pateixen un canvi climàtic o de qualsevol tipus aquests s'adapten mitjançant la variació, la utilització i la transformació dels òrgans. Els òrgans més utilitzats durant l'adaptació es desenvolupaven de forma favorable per a l'individu mentre que els no utilitzats s'atrofiaven. Aquesta llei d'ús i desús dels òrgans es pot sintetitzar en l'aforisme "la funció crea l'òrgan". Segons Lamarck aquests canvis es transmetien per via sexual als descendents.
Durant molts anys s'ha considerat que aquesta teoria és errònia, ja que, la modificació de l'òrgan per mitjà de la seva utilització no queda "gravada" a l'ADN, i per tant, és impossible la seva transmissió per via hereditària. Però l'any 2009 el genetista Joseph H Nadeau va publicar els resultats d'uns experiments en animals que suposadament demostraven l'herència de caràcters adquirits.
Lamarck pensava que unes espècies es transformaven en altres d'una manera continuada al llarg del temps. La seva teoria es basava en tres punts:
1. Els organismes mostren una tendència cap a la complexitat. Els organismes evolucionen des de formes senzilles cap a formes complexes.
2. L'ús repetit d'un òrgan en produeix el desenvolupament. Els canvis que tenen lloc en l'entorn fan que els éssers vius s'adaptin al medi modificant certs òrgans depenent de l'ús o desús que en facin.
3. La funció crea l'òrgan i el desús en produeix la degeneració. D'aquesta manera els caràcters originaris van sent substituïts lentament per un seguit de caràcters adaptatius o caràcters adquirits.

A causa dels coneixements actuals de genètica, la teoria de Lamarck es considera incorrecta, ja que els caràcters adquirits no es transmeten a la descendència. En efecte, només s'hereten els caràcters la informació dels quals està continguda als gens. Actualment la teoria de l'evolució més acceptada és la teoria de la selecció natural proposada per Darwin.

## Exemple de lamarckisme
1. Les girafes primitives provenien d'antílops primitius que vivien a la sabana i s'alimentaven de les fulles baixes de les acàcies.
2. En èpoques de sequera, l'aliment disminuïa i les girafes necessitaven estirar el coll i les potes un cop i un altre per arribar a les fulles de la part alta de les acàcies. A mesura que els usaven, aquests òrgans s'anaven allargant.
3. Els caràcters adquirits -un coll i unes potes cada vegada més llargs-, eren transmesos a la descendència de generació en generació.